# Чёрные полковники
Режи́м «чёрных полко́вников», или режи́м полко́вников (греч. Καθεστώς των Συνταγματαρχών /kaθesˈtos ton sinˈdaɣ.matarˈxon/), или Ху́нта (Χούντα /ˈxunda/), — военная диктатура правого толка в Греции в 1967—1974 годах, которую возглавляли Георгиос Пападопулос (1967—1973) и Димитриос Иоаннидис (1973—1974).
Хунта пришла к власти под предлогом борьбы с «коммуно-анархической опасностью». Её политическая доктрина основывалась на принципах корпоративизма. Лидеры хунты, как правило, были родом из бедных районов и испытывали неприязнь к «излишне либеральным» взглядам жителей крупных городов, поэтому под «коммунистической опасностью» они понимали всё, не укладывавшееся в рамки их традиционных представлений, например, западную поп-культуру. Проводились широкие политические репрессии с применением пыток. В международной политике правление режима привело к тому, что у Греции ухудшились отношения с западными странами, а также усилилась напряжённость с давним геополитическим соперником — Турцией.
В 1967 году, после неудачного монархического контрпереворота, хунта отстранила от власти короля и назначила регента — генерала Георгиоса Зойтакиса. В 1973 году была провозглашена республика (президентом стал глава хунты Георгиос Пападопулос, а после его смещения — Федон Гизикис). В 1974 году, после того как поддержанный хунтой военный переворот на Кипре привел к турецкому вторжению на этот остров, хунта была отстранена от власти совещанием старейших политиков Греции под формальным председательством Гизикиса. Деятели хунты, за исключением Гизикиса, были отданы под суд и приговорены к смертной казни, которая позднее была заменена пожизненным заключением.

## Предпосылки
Переворот 1967 года и последовавшее за ним правление военных стало логичным продолжением длившегося более тридцати лет затяжного политического кризиса, который начался ещё в 1920-е годы с противостояния между республиканцами — сторонниками Элефтериоса Венизелоса, монархистами и переходившими с одной стороны на другую военными, и не ослабевал даже во время нацистской оккупации Греции во время Второй мировой войны. После изгнания захватчиков в 1944 году уже в самой Греции вспыхнула гражданская война между силами коммунистического подпольного сопротивления и вернувшегося правительства в изгнании.

### Американское влияние
В 1947 году в США была сформулирована доктрина Трумэна, в рамках которой Вашингтон начал оказывать активную поддержку авторитарным режимам в Греции, Турции и Иране с тем, чтобы не допустить распространения советского влияния на эти государства. При помощи Америки и Британии гражданская война завершилась военным поражением левых сил в 1949 году. Коммунистическая партия Греции была объявлена вне закона, а многие коммунисты либо бежали из страны, либо оказались за решёткой. ЦРУ и греческие военные начали особенно тесное сотрудничество после того, как Греция вступила в Североатлантический альянс в 1952 году. Греция была жизненно важным элементом широкой евроатлантической «полосы сдерживания», протянувшейся от восточного Ирана до северной оконечности Норвегии, к тому же она рассматривалась как один из наиболее тревожных участков этой «полосы». Так, созданные в то время Центральная служба разведки (ΚΥΠ) и силы специального назначения ЛОК (которые затем были активно использованы в перевороте 1967 года) установили тесные связи со своими американскими коллегами. Несмотря на то, что широко обсуждалась вероятность активной поддержки военного переворота США, не существует непосредственных доказательств этого. Впрочем, весьма вероятно, что командование Вооружённых Сил США было поставлено в известность о готовящемся перевороте за несколько дней до его совершения через греческих офицеров связи.

### «Апостасия» и политическая нестабильность
После многолетнего правоконсервативного правления избрание центриста Георгиоса Папандреу стало знаком перемен. Молодой король Константин II, чьи полномочия были крайне ограничены согласно Конституции, пытаясь поставить под контроль национальное правительство, вошёл в непосредственное столкновение с либеральными реформаторами и отправил Папандреу в отставку в 1965 году, что положило начало конституционному кризису, известному под названием «Апостасия-1965».
После нескольких попыток сформировать правительства на основе, частично, Союза центра, лидером которого был Папандреу, и консервативно настроенных членов парламента, Константин II назначил временное правительство во главе с Иоаннисом Параскевопулосом, а новые выборы — на 28 мая 1967 года. Ожидалось, что Союз Центра во главе с Папандреу получит наибольшее количество голосов, недостаточное для того, чтобы сформировать однопартийное правительство, а потому будет вынужден пойти на создание коалиции с Единой демократической левой партией, которую консерваторы и вовсе считали прикрытием для запрещённой компартии. Эта вероятность была использована как предлог для переворота.

### Несостоявшийся «переворот генералов»
Греческие историки и СМИ также строят гипотезы о «перевороте генералов», который хотел устроить королевский двор под предлогом борьбы с коммунистической угрозой. Причём спекуляции на эту тему ходили ещё в 1965—1966 годах, поэтому во время первых часов переворота многие европейские СМИ по ошибке вынесли в заголовки обвинения Константина в происходящем.
Перед выборами, назначенными на 28 мая 1967 года, где однозначно должны были победить центристы, ряд политиков Национального Радикального Союза выразили свои опасения в том, что ряд левых политиков Союза Центра, как, например, Андреас Папандреу и Спирос Катсотас, могут завести страну вновь в конституционный кризис. Один из радикальных политиков, Георгиос Раллис, высказал мнение, что в случае такого «противоестественного» хода события королю следует ввести военное положение, что входило в круг его полномочий, согласно Конституции.
По словам американского дипломата Джона Дэя, официальный Вашингтон также беспокоил тот факт, что из-за весьма преклонного возраста Георгиоса Папандреу его сын, Андреас Папандреу, будет оказывать значительное влияние на будущее правительство. Согласно Роберту Кили и Джону Оуэнсу, американским дипломатам, находившимся в то время в Афинах, король Константин обращался к послу США Филлипсу Тэлботу с вопросом, каково будет отношение США к «внепарламентскому» решению этой проблемы. На что посольство ответило отрицательно, впрочем, добавив: «Реакция США на такое не может быть определена заранее, но будет зависеть от конкретных обстоятельств». Король Константин никогда не подтверждал подлинности этих сведений.
Далее, согласно Филлипсу Тэлботу, король Константин встретился с генералами, которые пообещали ему, что не будут предпринимать никаких действий до выборов. Однако, встревоженные высказываниями Андреаса Папандреу, они оставили за собой право принять другое решение после того, как результаты выборов станут известны.
В итоге переворот совершили те, от кого этого никто не ожидал: офицеры среднего звена.

## Государственный переворот 21 апреля
21 апреля 1967 года (всего за несколько недель до выборов) группа армейских офицеров, возглавляемая бригадным генералом Стилианосом Паттакосом и полковниками Георгиосом Пападопулосом и Николаосом Макарезосом, захватила власть путём государственного переворота. Успех переворота во многом зависел от фактора неожиданности. Руководители переворота ввели танки, которые заняли стратегические позиции в Афинах, что позволило подчинить город. В то же самое время происходили точечные аресты ведущих оппозиционеров, а также некоторых простых граждан, уличенных в симпатиях к левым. Одним из первых был арестован генерал-лейтенант Георгиос Спантидакис, главнокомандующий греческой армией. В перевороте активнейшее участие принимали члены подпольной полувоенной структуры «Гpeчecкиe дивepcиoнныe гpуппы» (GDG). В тeчeниe пяти чacoв пo зapaнee coстaвлeнным спиcкaм oни apeстoвaли бoлee 10 000 мeстныx пoлитичecкиx aктивистoв.
Спантидакис, впрочем, знал о заговорщиках. По сути, они убедили его присоединиться к ним, и он издал приказ о запуске плана действий («План Прометей»), который был в черновом виде написан ещё задолго до этих событий на случай коммунистической угрозы. При помощи группы парашютистов бригадный генерал Костас Асланидис захватил министерство обороны, в то время как бригадный генерал Стилианос Паттакос установил контроль над узлами связи, зданием парламента, королевским дворцом и на основании детальных списков арестовал более десяти тысяч человек. Поскольку приказы были отданы законным образом, командиры соединений, частей и подразделений автоматически были вынуждены их выполнять. Многие из арестованных содержались в течение первых дней на городском ипподроме Афин, а некоторые были расстреляны там же.
К раннему утру вся Греция была в руках полковников. Все ведущие политики, включая премьер-министра Панайотиса Канеллопулоса, были арестованы и помещены в одиночные камеры. Филлипс Тэлбот, посол США в Греции, осудил военный переворот, заявив, что это стало «изнасилованием демократии».

### Участие Ватикана
По словам журналиста Эрика Фраттини, государственный переворот был частично профинансирован агентами Ватикана, которые передали 4 миллиона долларов Георгиосу Пападопулосу через сложную сеть банков, поскольку они опасались избрания Андреаса Папандреу, левого политика, обвиняемого в симпатиях к коммунизму.

### Роль короля
Когда танки появились на улицах Афин 21 апреля, легитимное правительство партии Национальный Радикальный Союз обратилось к королю Константину II с призывом объединить страну против переворота, но он отказался так поступить. Король признал диктаторов в качестве законного правительства Греции, при этом заявив, что он «уверен, что они действовали ради спасения страны».
Три руководителя переворота посетили Константина II в его официальной резиденции в Татое, окружённой танками, что заранее исключило любую возможность сопротивления с его стороны. Король поссорился с полковниками и уволил их, отдав им при этом приказ вернуться со Спантидакисом. Позднее в тот же самый день он самолично направился в Министерство национальной обороны, где собрались все руководители заговора.
В конце концов, король пошёл на уступку и решил сотрудничать. Как позднее он сам заявлял, он попросту был изолирован и не знал, что ещё делать. Также, по его словам, он просто пытался выиграть время, чтобы организовать другой переворот, теперь против полковников. Ему и правда удалось устроить подобный переворот; впрочем, тот факт, что новое правительство имело законную поддержку короля и что оно было назначено легальным главой государства, сыграло немаловажную роль в успехе переворота. Король позднее пожалел о своём решении. Для многих греков он стал ассоциироваться с переворотом, и во многом это повлияло на решение многих во время референдума об отмене монархии в 1974 году.
Единственной уступкой в пользу короля стало назначение гражданского премьер-министра Константиноса Коллиаса, бывшего главы Верховного Суда, известного роялиста. Хотя на самом деле Коллиас был не более чем номинальной фигурой, а реальная власть оставалась у армии, в особенности у Пападопулоса, который оказался наиболее влиятельным из заговорщиков. Он занял посты министра обороны и министра государственного управления. Другие участники заговора также получили ключевые министерские портфели.
Пришедшие к власти военные издали «Учредительный акт», который отменил выборы и приостановил действие Конституции, а на период до появления новой Конституции вводилось декретное правление.

### Ответный переворот короля
С самого первого дня переворота отношения между Константином II и полковниками оставались натянутыми. Полковники не желали делиться властью с кем-либо, в то время как молодой король, как и его отец ранее, привык играть важную роль в национальной политике и никогда бы не смирился с ролью марионетки. Хотя антикоммунистическая, пронатовская и прозападная позиция режима полковников была обращена в первую очередь к США, в угоду американскому и мировому общественному мнению, президент США Линдон Джонсон заявил Константину во время последнего визита в Вашингтон ранней осенью 1967 года, что лучше было бы сменить состав правительства. Король Константин II, впрочем, воспринял это как призыв к организации ответного переворота.
Король окончательно принял решение об организации ответного переворота 13 декабря 1967 года. Поскольку Афины безоговорочно находились под контролем вооружённых сил хунты, Константин принял решение направиться в Кавалу, небольшой город на севере страны. По его плану, он должен был сформировать военное подразделение и захватить при его помощи город Салоники, второй по величине в стране.
Ранним утром 13 декабря король посадил королевский самолёт, на борту которого также находились члены его семьи. Сначала, казалось, всё шло по плану. Константин II был хорошо принят в Кавале, которая находилась в подчинении верного ему генерала. Силы ВВС и ВМФ, не вовлечённые в переворот, немедленно поддержали его. Ещё один из его сторонников успешно оборвал линии коммуникаций между Афинами и северной Грецией.
Впрочем, король был слишком нетороплив и наивен: он полагал, что стихийные продемократические выступления начнутся повсюду, однако не предпринял усилий, чтобы связаться хотя бы с местными политиками в Кавале. Через короткое время все верные королю генералы были арестованы офицерами среднего звена, которые приняли на себя командование их частями и подразделениями.
Хунта сделала официальное заявление в язвительном тоне, в котором сообщалось, что король прячется, «перебегая из деревни в деревню». Осознавая, что переворот провалился, Константин вместе со своей семьёй и неудавшимся премьер-министром вылетел из страны на собственном самолёте и рано утром 14 декабря приземлился в Риме. В изгнании король оставался до завершения правления военных и больше уже не возвращался в Грецию в качестве короля.

### Регентство и легитимность
Бегство короля и премьер-министра в Италию оставило Грецию вообще без легитимного руководства. Это, впрочем, не сильно беспокоило хунту. После этих событий Революционный Совет, состоявший из С. Паттакоса, Г. Пападопулоса и Н. Макарезоса, выпустил декрет в Правительственной газете, которым назначали одного из заговорщиков, генерал-майора Дзойтакиса, регентом. Дзойтакис же назначил в свою очередь Пападопулоса премьер-министром. Поскольку король не стал создавать правительства в изгнании, то это правительство Греции стало единственным. Институт регентства был позднее зафиксирован в Конституции 1968 года, хотя король, находившийся в изгнании, никогда официально не признавал регентство.
После государственного переворота 21 апреля 1967 года все государственные декреты начинались словами «Мы приняли решение и постановили» (Αποφασίζομεν και διατάσσομεν).
Спорным даже с точки зрения Конституции самой хунты образом Кабинет министров проголосовал 21 марта 1972 года за отстранение Дзойтакиса и замещение его на этом посту Пападопулосом, который, таким образом, совместил посты регента и главы правительства.
Примечательно, что изображения короля остались на монетах, в государственных учреждениях и так далее, однако военная верхушка проводила последовательную политику по вытеснению всего связанного с королём из общественной жизни: ВВС и ВМФ потеряли определение «Королевские», сеть королевских благотворительных организаций перешла под непосредственный контроль правительства, а газетам было запрещено печатать его фотографии или же интервью с ним.
К этому времени сопротивление режиму полковников стало более организованным, особенно среди эмигрантов, находившихся в Европе и США. Помимо очевидной оппозиции слева, к своему удивлению они столкнулись и с возражениями справа: роялисты были за Константина, деловые круги беспокоила международная изоляция страны, благосостояние среднего класса оказалось под вопросом после международного энергетического кризиса 1973 года. Также существовали некоторые противоречия и в рамках самой хунты. Однако до 1973 года казалось, что хунта прочно удерживает Грецию в своих руках, и нельзя говорить о её свержении.

## Характерные черты хунты

### Идеология
Режим полковников предпочитал называть государственный переворот 21 апреля 1967 года «революцией, спасшей нацию». Официальным объяснением переворота был якобы существовавший «коммунистический заговор», охвативший чиновничьи круги, систему образования, средства массовой информации и даже вооружённые силы («заговором» они называли появление в этих структурах заметного числа леворадикальных активистов и вообще лиц, придерживавшихся коммунистических взглядов, но далеко не всегда связанных друг с другом), и именно поэтому такие жёсткие меры были необходимы, чтобы защитить страну от коммунистического переворота. Таким образом, определяющей характеристикой хунты стал её антикоммунизм. По мнению многих, она изначально строила свою программу только на негативных началах, не выступая с конкретной программой действий. Ею широко использовался термин «анархо-коммунисты», которым описывали всех людей, придерживавшихся леворадикальных взглядов. Парламентская демократия западного образца полуофициально получила пренебрежительное наименование старо-партизм (παλαιοκομματισμός), а главным лозунгом режима полковников стало высказывание «Греция для греков-христиан» (Ελλάς Ελλήνων Χριστιανων).
Главными идеологами хунты стали Георгиос Георгалас и журналист Саввас Константопулос. Их риторика часто опиралась на вымышленные свидетельства. Бывало, что употреблялся даже термин «враги государства». Атеизм и популярная культура западного образца (например, рок-музыка и движение хиппи) рассматривалась как часть анархо-коммунистического заговора, поэтому отношение к ним было негативным, хоть они и не попали под запрет. Во многих сферах общественной жизни стали преобладать национализм и ориентированность на православие, и эти тенденции поддерживались государством.

### Международные отношения
Правительство военных в некоторой степени поддерживалось руководством США, поскольку их объединяла направленность против Восточноевропейского советского блока и, по сути, это не противоречило доктрине Трумэна. Считается, что именно поддержка хунты официальным Вашингтоном и стала причиной массовых антиамериканских настроений в Греции после падения этого режима.
Мнения западноевропейских стран относительно нового греческого руководства разделились. Скандинавские государства и Нидерланды заняли крайне враждебную позицию по отношению к хунте и обратились с жалобой по вопросам о нарушениях прав человека в Совет Европы в сентябре 1967 года. Греция же сама предпочла выйти из Совета Европы в декабре того же года ещё до того, как было принято решение по этому вопросу. Такие же страны как Великобритания и ФРГ, хотя и порицали нарушения прав человека в Греции, выступали за продолжение её членства НАТО из-за стратегической ценности государства для западного сообщества.

### Социальная база хунты
Пападопулос поддерживал свой образ «парня из бедной, но интеллигентной сельской семьи», получившего образование в элитной Военной академии Греции. Несмотря на авторитарный характер режима, он сохранил основные гражданские права и свободы, за исключением политических свобод и свободы прессы. Тем не менее публичная деятельность творческой интеллигенции жёстко цензурировалась. Например, фильм «Дзета» Коста-Гавраса или музыка Микиса Теодоракиса, а также ряд песен, кинокартин и книг были под запретом.

### Нарушения прав человека
Были отменены существовавшие в Греции долгие десятилетия политические свободы, учреждены военные суды, политические партии распущены. Согласно докладу наблюдателей «Amnesty International», заключённые в Греции подвергались пыткам как со стороны тайной полиции («асфалия»), так и со стороны военной полиции. Общее число политических заключённых, подвергавшихся пыткам, по оценкам этой организации на 1969 год, составляло более 2000 человек.

## Движение против хунты
Многие в греческом обществе не приняли хунты с самого начала (в том числе некоторые военные, известен пример прославленного лётчика Георгиоса Плейониса). В 1968 году были созданы военизированные группировки как в самой Греции, так и за рубежом. В частности, Всегреческое движение освобождения, Демократическая оборона, Социал-демократический союз, а также представители всего левого крыла политического спектра, которое было запрещено и до переворота. Первым выпадом стало неудачное покушение на Георгиоса Пападопулоса, совершённое А. Панагулисом 13 августа 1968 года. Бомба, приготовленная им, не взорвалась, а сам он был арестован и приговорён к смерти, но в течение пяти лет приговор не был приведён в исполнение, а после падения хунты Панагулис смог избраться депутатом в парламент Греции.
Похороны Георгиоса Папандреу 3 ноября 1968 года неожиданно обернулись массовой демонстрацией против хунты. Тысячи афинян, несмотря на приказы военных, проследовали за погребальной церемонией. Правительство ответило арестом более 40 человек.
28 марта 1969 года, после двух лет нахождения полковников у власти, Йоргос Сеферис, нобелевский лауреат по литературе 1963 года, открыто выступил против хунты. Его заявление на BBC World Service мгновенно появилось в каждой афинской газете. Он яростно атаковал режим военных, заявив: «Эта аномалия должна завершиться». Сеферис не дожил до падения хунты, его похороны 20 сентября 1972 года переросли в массовую демонстрацию против правительства.

## Падение режима

### Упразднение монархии
После неоднократных заявлений о некоторой либерализации, а также на фоне растущего недовольства в стране и после провалившейся попытки мятежа на флоте в начале 1973 года, летом 1973 года Пападопулос попытался легитимизировать режим путём постепенной «демократизации».
1 июня 1973 года была упразднена монархия, и Пападопулос провозгласил себя президентом республики. Из старой политической элиты с ним согласился сотрудничать лишь Спирос Маркезинис, который и стал премьер-министром. Был снят ряд запретов, а роль армии в общественной жизни была существенно сокращена. Пападопулос намеревался сделать Грецию президентской республикой по модели голлистской Франции, однако стал терять поддержку в армейских кругах.

### Отстранение Пападопулоса
В ноябре 1973 года в Афинском Политехническом университете развернулась студенческая забастовка под названием «Свободные осаждённые» (Ελεύθεροι Πολιορκημένοι), которая приобретала всё более и более угрожающий для правительства Пападопулоса характер. 17 ноября на территорию университета были введены войска, включая тяжёлую технику; до сих пор нет точных данных о количестве погибших студентов.
Димитриос Иоаннидис, приверженец жёсткой линии среди полковников, использовал события в Политехническом университете для организации собственного переворота 25 ноября, в результате которого Пападопулос и премьер Маркезинис были отстранены от власти. Военное положение было восстановлено, генерал Гизикис стал президентом, а экономист Андруцопулос главой правительства, хотя вся власть на самом деле осталась у Иоаннидиса. Они объявили, что новый переворот был «продолжением революции 1967 года» и обвинили Пападопулоса в «отходе от идеалов революции 1967 года» и «в слишком быстром переходе к парламентскому правлению».

### Кипрская авантюра и отстранение хунты
Откровенным поражением Иоаннидиса стала его кипрская авантюра. При его непосредственной поддержке 15 июля 1974 года на острове произошёл военный переворот, в ходе которого организация ЭОКА-Б (получила ироничное прозвище «чёрные майоры») свергла архиепископа Макариоса III, президента Кипра. На это Турция отреагировала введением войск на остров и оккупацией (после ожесточённых боёв) его северной части. В этот момент Греция и Турция находились на грани войны.
Стало очевидным, что Иоаннидис дискредитировал себя, а во многом и весь режим полковников. Президент Гизикис созвал политиков «старой гвардии», включая Панайотиса Канеллопулоса, Спироса Маркезиниса, Стефаноса Стефанопулоса, Евангелоса Аверова и других. Также удалось убедить Константина Караманлиса вернуться из Парижа, где тот находился в добровольном изгнании с 1963 года. Возглавленная Караманлисом партия «Новая демократия» победила на всеобщих парламентских выборах 1974 года.

### Последствия
В 1974 году Греция вышла из военных структур НАТО (но не из блока как такового, да и в военные структуры вернулась в 1980 году), что означало полный провал внешней политики хунты и усиление антивоенных настроений в обществе.
1 января 1981 года Греция вступила в Европейское экономическое сообщество.